# Nado
Nado, właśc. José Rinaldo Tasso Lassálvia (ur. 15 lutego 1938 w Olindzie, zm. 3 maja 2013) – piłkarz brazylijski, występujący na pozycji napastnika.

## Kariera klubowa
Karierę piłkarską Nado rozpoczął w Náutico w 1963 roku. Z Náutico trzykrotnie zdobył mistrzostwo stanu Pernambuco – Campeonato Pernambucano w 1960, 1963 i 1964. Indywidualnie Nado był królem strzelców ligi stanowej w 1963 roku.
W latach 1966–1970 był zawodnikiem CR Vasco da Gama. W późniejszych latach występował m.in. w Olarii AC oraz Fortalezie, w której zakończył karierę w 1974 roku.

## Kariera reprezentacyjna
W reprezentacji Brazylii Nado zadebiutował 15 maja 1966 w zremisowanym 1-1 towarzyskim meczu z reprezentacją Chile. Trzeci i ostatni raz w reprezentacji Nado wystąpił 14 grudnia 1968 w wygranym 2-0 towarzyskim meczu z reprezentacją RFN.
| Mecze i gole w reprezentacji | Mecze i gole w reprezentacji | Mecze i gole w reprezentacji | Mecze i gole w reprezentacji | Mecze i gole w reprezentacji | Mecze i gole w reprezentacji | Mecze i gole w reprezentacji |
| #                            | Data                         | Miasto                       | Przeciwnik                   | Gol                          | Wynik                        | Rozgrywki                    |
| ---------------------------- | ---------------------------- | ---------------------------- | ---------------------------- | ---------------------------- | ---------------------------- | ---------------------------- |
| 1.                           | 15.05.1966                   | São Paulo                    | Chile                        |                              | 1:1                          | towarzyski                   |
| 2.                           | 07.08.1968                   | Rio de Janeiro               | Argentyna                    |                              | 4:1                          | towarzyski                   |
| 3.                           | 14.12.1968                   | Rio de Janeiro               | RFN                          |                              | 2:0                          | towarzyski                   |